# Liberalna demokracija
Liberalna demokracija također poznata pod nazivima građanska ili buržoaska demokracija je naziv za društveno-političko uređenje, odnosno najčešći oblik moderne demokracije, čija je karakteristika reprezentativnost (predstavnička demokracija) uz slobodu političkog djelovanja (politički pluralizam). 
U praksi se liberalna demokracija iskazuje kroz vlast, koja legitimitet crpi na temelju slobodnih, tajnih i poštenih izbora na kojima se ravnopravno natječe više različitih političkih stranaka (višestranačje). Liberalna demokracija u današnjem svijetu javlja se, kako u obliku monarhija (ustavna ili parlamentarna monarhija, tako i u obliku republika (parlamentarna, predsjednička ili polupredsjednička).
Sve države u današnjem zapadnom svijetu smatraju se liberalnim demokracijama, a u njima vlada široko rasprostranjeno mišljenje kako upravo liberalna demokracija predstavlja idealno društveno uređenje kojima sve zemlje trebaju težiti; takva shvaćanja proširila su se i na druge dijelove svijeta. U najširoj javnosti se zato, liberalna demokracija smatra sinoninom za demokraciju.
Liberalna demokracija također se smatra jednim od ciljeva za koji se zalaže ideologija liberalizma.

## Značajke liberalne demokracije
Dvije glavne karakteristike liberalne demokracije predstavljaju reprezentativnost vlasti te nastojanje, da se omogući što je moguće više slobode za pojedinog građanina. Ta dva ideala se nastoje postići kroz različite mehanizme od kojih se tradicionalno navode:
- Opće pravo glasa, koje kroz instituciju izbora za predstavničke organe (parlament, predsjednik i sl.) omogućuje da vlast, koliko god je to moguće, predstavlja izraz volje njenih građana;
- Načelo vladavine prava
- Sloboda govora
- Sloboda tiska i pristup nedržavnim izvorima informacija
- Sloboda okupljanja
- Pravo na privatno vlasništvo
- Pravo na osobni život i privatnost
- Obrazovanje koje građane upućuje u njihova prava i građanske obveze
- Široko i duboko utemeljeno građansko društvo
- Neovisno sudstvo
- Sustav međusobnog nadzora među granama vlasti
- Ustavnost, odnosno različiti ustavne mehanizme, kojima se nastoje spriječiti zlouporabe vlasti, odnosno ograničavanje prava i sloboda građana, najčešće kroz:
  - Načelo podjele vlasti (na čemu se uglavnom inzistira u anglosaksonskim zemljama)
  - Koncept pravne države, prema kojem svaki postupak vlasti mora biti usklađen s ustavom i zakonima;
  - Građanska prava.

## Kritike
Kritičari sustava liberalne demokracije navode da stanovnici država s ovim političkim sustavom imaju moć samo u trenutku glasovanja nakon čega odabrana grupa ljudi donosi sve odluke. Zbog toga kritičari za ovaj sustav kažu, da je on samo farsa koja prikriva stvarnu politički sustav oligarhije ili preciznije plutokracije u kojoj malen broj bogatih ljudi upravlja državom. Po tome razmišljanju jedini stvarni demokratski sustav je direktna demokracija koja se također ponekad zove i čista demokracija u kojoj se sve najvažnije odluke donose glasovanjem svih građana, a ne samo malog broja izabranog na izborima. Danas se smatra, da taj navodno idealni sustav demokracije ima samo Švicarska.

### Razočaranje u EU
Istraživanja na području Europske unije, čije države imaju politički sustav liberalne demokracije, pokazuju postupno razočaranje stanovništva ovim modelom jer smatraju da nemaju nikakav utjecaj na politiku i traže da tamošnja liberalna demokracija bude zamijenjena kakvim autokratskim režimom gdje se državni vođa neće brinuti o izborima. Dok u Njemačkoj takvo razmišljanje ima 33 posto stanovnika, u Francuskoj i Velikoj Britaniji ih je 40%, a postotak se još povećava u drugim državama sve do 60 % stanovnika u Poljskoj i Portugalu.